# Liste der Monuments historiques in Stonne
Die Liste der Monuments historiques in Stonne führt die Monuments historiques in der französischen Gemeinde Stonne auf.

## Liste der Immobilien
| Bezeichnung       | Beschreibung                                                                                   | Standort                  | Kennzeichnung | Schutzstatus | Datum | Bild           |
| ----------------- | ---------------------------------------------------------------------------------------------- | ------------------------- | ------------- | ------------ | ----- | -------------- |
| Kirche Notre-Dame | zwischen 1958 und 1960 erbaut; Ausmalung durch Maurice Kalka, Kirchenfenster von Robert Savary | Rue du 15 Mai 1940 (Lage) | PA08000017    | Inscrit      | 2015  | weitere Bilder |